# Támara Echegoyen
Támara Echegoyen Domínguez (ur. 17 lutego 1984 w Ourense) – hiszpańska żeglarka sportowa, mistrzyni olimpijska z Londynu.
Zawody w 2012 były jej pierwszymi igrzyskami olimpijskimi. Po medal sięgnęła w rywalizacji w klasie Elliott 6m. Jej partnerkami były Ángela Pumariega i Sofía Toro.